# Suite en fa
La Suite en fa opus 33 est une œuvre de musique symphonique d'Albert Roussel.

## Composition et création
La Suite en fa de Roussel est composée en 1926, entre janvier et le 21 août, et dédiée à Serge Koussevitzky. 
Elle est créée le 21 janvier 1927 à Boston, par l'Orchestre symphonique de Boston dirigé par Koussevizky. En France, la première audition se déroule le 21 mai 1927 à Paris, au théâtre des Champs-Élysées, par les mêmes interprètes.

## Structure
La Suite en fa, d'une durée moyenne d'exécution de quatorze minutes environ, comprend trois mouvements :
1. Prélude – Allegro molto ( = 100) à 
[6] ;
2. Sarabande – Lento ( = 44) à 
[6] ;
3. Gigue – Allegro ( = 136) à 
[1].

## Instrumentation
La pièce est instrumentée pour grand orchestre symphonique :
| Instrumentation de la Suite en fa                                                                       |
| Bois |
| 3 flûtes (dont 1 jouant piccolo), 2 hautbois, 1 cor anglais, 2 clarinettes, clarinette basse, 3 bassons |
| Cuivres                                                                                                 |
| 4 cors, 4 trompettes, 3 trombones, 1 tuba                                                               |
| Percussions                                                                                             |
| timbales, triangle, tambour, tambour de basque, cymbales, grosse caisse, xylophone                      |
| Claviers / cordes pincées                                                                               |
| célesta, harpe                                                                                          |
| Cordes                                                                                                  |
| premiers violons, seconds violons, altos, violoncelles, contrebasses                                    |

## Analyse
L'œuvre emprunte ses trois mouvements à la suite de danses du XVIIIe siècle. 
Le prélude démarre en fanfare, sur un rythme vif, en privilégiant les cuivres et le contrepoint flûté des bois. La sarabande se met en place au moyen des cordes, sur un rythme très lent, qui semble par moments inspiré de la musique orientale. La gigue finale, sur des percussions sourdes et après une introduction par les bois, reprend le rythme endiablé du début de la suite. Comme pour ses autres symphonies, Roussel, malgré la forme classique dont il ne s'écarte pas, se montre très moderne s'agissant de la tonalité et des rythmes, ce qui le rapproche par moments de Bartók. Pour Paul Collaer, « on y distingue le parfait équilibre de la sensibilité et de l'intelligence, de la ferveur intérieure et de certain côté sportif, résultant d'une belle santé morale et corporelle ».
La Suite en fa porte le numéro d'opus 33 et, dans le catalogue des œuvres du compositeur établi par la musicologue Nicole Labelle, le numéro L 39.
Pour François-René Tranchefort, « très certainement, il s'agit — avec la troisième symphonie — d'un chef-d’œuvre absolu de son auteur, et de la production symphonique française ».

## Discographie
- par l'Orchestre symphonique de Détroit dirigé par Paul Paray (Mercury) ;
- par l'Orchestre symphonique de la SWR de Baden-Baden et Fribourg-en-Brisgau dirigé par Ernest Bour (L'Astrée) ;
- par l'Orchestre de Paris dirigé par Jean-Pierre Jacquillat en 1969 (EMI) ;
- par l'Orchestre de Paris dirigé par Charles Dutoit (Erato) ;
- par l'Orchestre philharmonique de Munich dirigé par Sergiu Celibidache (EMI) ;
- par l'Orchestre national royal d'Écosse dirigé par Stéphane Denève, avec la Symphonie no 2, Naxos 8.570529, 2008[8] ;
- par l'Orchestre philharmonique de la BBC dirigé par Yan Pascal Tortelier, avec Évocations, Chandos Records CHAN 10957, 2018[9] ;
- Albert Roussel Edition, CD 5, par l'Orchestre Lamoureux, Charles Munch (dir.), Erato 0190295489168, 2019[10].